# Љубово (Исток)
Љубово  (алб. Lubovë) је насеље у општини Исток на Косову и Метохији.

## Демографија
Насеље има албанску етничку већину,
Број становника на пописима:
- попис становништва 1948. године: 469
- попис становништва 1953. године: 608
- попис становништва 1961. године: 727
- попис становништва 1971. године: 913
- попис становништва 1981. године: 1 089
- попис становништва 1991. године: 1 074